# Швабштедт
Швабштедт (нем. Schwabstedt) — община в Германии, курорт, расположен в земле Шлезвиг-Гольштейн.
Входит в состав района Северная Фризия. Подчиняется управлению Нордзе-Трене. Население составляет 1328 человек (на 31 декабря 2010 года). Занимает площадь 19,64 км².
Официальным языком в населённом пункте, помимо немецкого, является севернофризский.